# (2508) Alupka
(2508) Alupka (1977 ET1) – planetoida z pasa głównego asteroid okrążająca Słońce w ciągu 3,65 lat w średniej odległości 2,37 au. Odkryta 13 marca 1977 roku.